# Alessandro Tedeschi (attore)
Alessandro Tedeschi (1980) è un attore e regista italiana.

## Filmografia

### Cinema
- The bet, regia di Alessia Pertoldi (2007)
- Piloti , regia di Celeste Laudisio (2007), 1 episodio
- Cercando Camille (Finding Camille), regia di Bindu De Stoppani (2017)
- Loro, regia di Paolo Sorrentino (2018)
- Il testimone invisibile, regia di Stefano Mordini (2018)
- Non mentire , regia di Gianluca Maria Tavarelli (2019) - miniserie TV
- Lo spietato , regia di Renato De Maria (2019)
- Curon , regia di Fabio Mollo e Lyda Patitucci (2020) - serie tv
- Petra, regia di Maria Sole Tognazzi (2020) - serie tv, 1 episodio
- TOB.IA, regia di Emanuele Sana (2020) - cortometraggio
- Chiamami ancora amore, regia di Gianluca Maria Tavarelli (2021) - miniserie tv
- La terra dei figli, regia di Claudio Cupellini (2021)
- Blackout Love, regia di Francesca Marino (2021)
- Blocco 181 - serie TV (2022-2025), 16 epidosi
- Il colibrì, regia di Francesca Archibugi (2022)
- L'inganno, regia di Alessandro Haber (2022) - cortometraggio
- Elogio, regia di Giuseppe Cardacci (2022)
- Holiday, regia di Edoardo Gabbriellini (2023)
- Dieci minuti, regia di Maria Sole Tognazzi (2024)
- Un amore, regia di Francesco Lagi - miniserie TV, (2024)
- Sempre al tuo fianco, regia di Marco Pontecorvo e Gianluca Mazzella - serie TV, (2024)
- Fuochi d'artificio, regia di Susanna Nicchiarelli (2025) - serie tv